# Liwadia (dystrykt Nikozja)
Liwadia (gr. Λιβάδια) – wieś w Republice Cypryjskiej, w dystrykcie Nikozja. W 2011 roku liczyła 18 mieszkańców.